# 平川市立松崎小学校
平川市立松崎小学校（ひらかわしりつ まつざきしょうがっこう）は、青森県平川市館山にある公立小学校である。

## 概要
平川市の西部、館山松崎地区にある小学校。平川市内では最も西側にある学校で、学区は平川を挟んで弘前市と接している。全校児童は106人（2019年現在）。

## 沿革
- 1878年（明治11年）11月3日 - 青森県立陸奥国南津軽郡松崎小学校として創立[2]。
- 1880年（明治13年）4月1日 - 松崎小学校と改称。
- 1887年（明治20年）4月1日 - 小学校令により、大光寺村立松崎尋常小学校と改称。
- 1930年（昭和5年）3月31日 - 校舎全焼。
- 1931年（昭和6年）5月22日 - 校舎新築落成。
- 1935年（昭和10年）4月1日 - 高等科を併置し、大光寺村立松崎尋常高等小学校と改称。
- 1937年（昭和12年）11月3日 - 創立60周年式典挙行、校歌制定。
- 1941年（昭和16年）4月1日 - 国民学校令により、松崎国民学校と改称。
- 1947年（昭和22年）4月1日 - 学校教育法により、大光寺町立松崎小学校と改称。
- 1955年（昭和30年）3月1日 - 町村合併により、平賀町立松崎小学校と改称。
- 1978年（昭和53年）11月3日 - 創立100周年記念式典挙行。
- 1983年（昭和58年）7月23日 - 館山字上亀岡5番1号（現在地）へ新校舎移転。
- 1990年（平成2年）12月13日 - 学校スキー山造成。
- 1996年（平成8年）11月29日 - 新築プール完成。
- 2006年（平成18年）1月1日 - 町村合併により、平川市立松崎小学校と改称。
- 2008年（平成20年）5月 - 創立130周年を迎え、記念行事実施。
- 2011年（平成23年）3月 - 太陽光発電システムが完成し、稼働。
- 2015年（平成27年）
  - 3月 - 太陽光発電設備蓄電池整備完了。
  - 8月 - 非構造部材落下防止対策完了。
- 2020年（令和2年）度 - 大規模改修工事実施[3]。

## 学区
杉館、館田、館山松崎、苗生松、松館、西の平。

## 周辺
- 青森県道109号弘前平賀線
- 青森県道41号弘前環状線
- 平川
- 平賀農村婦人の家
- 社会福祉法人柏根会松崎保育園 - 進級前保育園のひとつ。